# 1901 en sculpture
 (juillet 2025).
Motif : Voir Discussion:2018_en_gravure#Pertinence_? et Discussion:2018_en_gravure/Admissibilité
- Archive Wikiwix
- Bing
- Cairn
- DuckDuckGo
- E. Universalis
- Gallica
- Google
- G. Books
- G. News
- G. Scholar
- Persée
- Qwant
- (zh) Baidu
- (ru) Yandex
- (wd) trouver des œuvres sur Wikidata

| 1. | Préciser le motif de la pose du bandeau. | Précisez le motif de la pose du bandeau en utilisant la syntaxe suivante : {{admissibilité à vérifier\|date=juillet 2025\|motif=remplacez ce texte par le motif}}                      |
| 2. | Informer les utilisateurs concernés.     | Pensez à avertir le créateur de l'article, par exemple, en insérant le code ci-dessous sur sa page de discussion : {{subst:avertissement admissibilité à vérifier\|1901 en sculpture}} |

Cet article présente les faits marquants de l'année 1901 en sculpture.

## Œuvres
- Monument à Rius i Taulet à Barcelone, par l'architecte Pere Falqués i Urpí et le sculpteur Manuel Fuxà.

## Naissances
- 27 février : Marino Marini, sculpteur et peintre italien († 6 août 1980),

- 8 juin : Fausto Melotti, sculpteur et peintre italien  († 22 juin 1986),

- 9 juin : John Skeaping, peintre et sculpteur anglais († 5 mars 1980),

- 31 juillet : Jean Dubuffet, peintre, sculpteur et plasticien français († 12 mai 1985),

- 5 août : Georges Guiraud, sculpteur, médailleur et peintre français († 12 mai 1989),

- 10 octobre : Alberto Giacometti, sculpteur suisse († 11 janvier 1966),

- 26 novembre : George Grard, sculpteur belge († 26 septembre 1984).

## Décès
- 13 février : Paul De Vigne, sculpteur belge (° 26 avril 1843),